# グランカーズ・エスペランサ飛行場
グランカーズ・エスペランサ飛行場（グランカーズ・エスペランサひこうじょう、仏: Aérodrome de Grand-Case Espérance）は、カリブ海のフランス領サン・マルタン（セント・マーチン島北半部）にある飛行場である。レスペランス空港（L'Espérance Airport）、グランカーズ空港（Grand Case Airport）とも呼ばれる。

## 概要
サン・マルタン北部のグランカーズ地区に所在する。潟湖に向けて突き出す形で滑走路が1本設けられており、小型飛行機のみが利用している。島と島とを結ぶ商業航空機と、個人用飛行機（着陸24時間前に空港当局に通知することが求められている）の連携が図られている。
この島の南部はオランダ自治領シント・マールテンであり、オランダ側には規模の大きなプリンセス・ジュリアナ国際空港（PJIA）がある。島への主要な航空アクセスにはPJIAが用いられている。PJIAに新たな管制塔が開設されて以降、PJIA周辺14,000 km2の空域はPJIAの航空管制官（PJIA Air Traffic Controllers）の管制下に置かれており、本空港の進入管制もPJIAで行われている。

## 沿革
飛行場の開設は1972年。当時は軍用空港で、滑走路の長さも600mであった。滑走路が1200mまで延長されたのは1988年である。

## 就航航空会社と就航都市
就航航空会社と就航都市は以下の通り。
| 航空会社                     | 就航地                                                    |
| ---------------------------- | --------------------------------------------------------- |
| エア・アンティルス           | ポワンタピートル                                          |
| エア・カライベス             | フォール＝ド＝フランス、ポワンタピートル                  |
| セント・バーツ・コミューター | サン・バルテルミー チャーター便:ドミニカ/ケインフィールド |
| トランス・アンギラ航空       | チャーター便:アンギラ                                     |

過去の就航便
| 航空会社           | 就航地                         |
| ------------------ | ------------------------------ |
| エア・アンティルス | プリンセス・ジュリアナ国際空港 |